# كورنيل بيلار
كورنيل بيلار بلدية في ولاية ريو غراندي دو سول في المنطقة الجنوبية من البرازيل.